# چارلز مسئول
چارلز مسئول (به انگلیسی: Charles in Charge)یک مجموعه تلویزیونی کمدی آمریکایی است که برای نخستین بار در تاریخ ۳ اکتبر ۱۹۸۴ از  شبکه سی‌بی‌اس به نمایش درآمد. این سریال محصول آل برتون پروداکشنز همچنین اسکولاستیک پروداکشنز با همکاری یونیورسال تی وی بود ؛ اسکات بایو که درگذشته در سریال روزهای شاد بازی کرده بود، در نقش اصلی به ایفای نقش پرداخت؛ ویلی آمز، الن تراولتا،جوزی دیویس،نیکول اگرت و جیمز تی کالاها از دیگر بازیگران این مجموعه بودند.

## تاریخچه
چارلز مسئول در ساعت ۲۰:۰۰ هر چهارشنبه شب به شبکه سی‌بی‌اس اینتراکتیو ملحق شد و آن را در مقابل سریال‌های اکشن پرطرفدار بلاگردان درشبکه آی بی سی و بزرگراه بهشت به کارگردانی مایکل لندون در شبکه تلویزیونی ان‌بی‌سی قرار داد. در آن زمان، به استثنای کمدی‌های دوشنبه‌شب که پخش سریال‌های (کیت و آلی و نیوهارت) درآن شب به نمایش درمی‌آمد، این مجموعه کمدی تا حدودی نتوانست نظر مخاطبان را جلب کند. با این حال، شبکه اجازه داد تا سریال در مرحله تولید باقی بماند تا ۲۲ قسمتی که برای فصل سفارش داده بود تکمیل شود.
پس از این اپیزود در ۲۷ فوریه ۱۹۸۵، شبکه سی‌بی‌اس اینتراکتیو سریال چارلز را در حالت وقفه قرار داد و تولید آن را متوقف کرد. شبکه سی‌بی‌اس اینتراکتیو ۲ قسمت از مجموعه را با وقفه ای طولانی در ۱۳ مارس و ۳آوریل ۱۹۸۵ پخش کرد. سپس شبکه سریال را از مجموعه چهارشنبه خود کنار گذاشت و به نفع سریال درام معمایی (Double Dare) نمایش به شنبه منتقل شد، جایی که چندین هفته به صورت تکرار پخش شد تا اینکه با درام (Cover Up) جایگزین شد. هیچ‌کدام از این سریال‌ها برای فصل دوم تمدید نشدند، و همچنین هیچ‌یک از دو کمدی که یک ساعت را با سریال چارلز مسئول مانند سریال رویاها تقسیم کردند، تمدید نشدند.
یک سال بعد، پس از مشاهده موفقیت‌آمیز برخی از سریال‌های شبکه‌ای لغو شده پس از احیای آن‌ها، برای اولین پخش (که در آن زمان روند قابل توجهی بود)، شرکت یونیورسال تصمیم گرفت دوباره سریال چارلز مسئول را در سندیکا عرضه کند. این سریال برای اولین بار در شبکه‌های محلی در اواسط فصل ۱۹۸۶–۸۷ پخش شد و اولین قسمت سری جدید آن در ۳ ژانویه ۱۹۸۷ پخش شد. پس از مشاهده موفقیت‌آمیز سریال چهار فصل دیگر برای پخش تولید شد که آخرین قسمت آن در ۱۰ نوامبر ۱۹۹۰ پخش شد. در مجموع ۱۲۶قسمت تولید شد که ۲۲ قسمت در فصل اول خلاصه شده و ۲۶ قسمت در هر یک از فصل‌های سندیکایی تولید شد.

## داستان
داستان سریال درشهر نیوبرانزویک، نیوجرسی روایت می‌شود. چارلز، که نام خانوادگی او هرگز برملا نمی‌شود، دانشجوی کالج کوپلند تخیلی که شاید همان دانشگاه راتگرز است که هم‌اکنون پردیس اصلی آن در شهر نیوبرانزویک واقع شده‌است) و در آغاز سریال ۱۹ ساله است.

### فصل اول
چارلز که در هنگام حضور در کالج به محلی برای زندگی نیازمند است، از استن و جیل پمبروک، زوجی مرفه که در جستجوی یک خانه‌دار و و نظافت کار هستند، درخواست کمک می‌کند. این زوج و چارلز توافق کردند که چارلز در زمانی که در کالج حضور دارد و خدمت کار پمبروک‌ها است، به‌جای دستمزد، اتاق و تخته ای را برای تحصیل و زندگی به بدهند و او وظیفه دارد پرستار فرزندان آنها جیسون، داگلاس و لیلا، باشد که خیلی هم از او جوانتر نیستند. چارلز به یکی از دانش‌آموزان کوپلند، یعنی گوندولین پیرس علاقه‌مند است و وقت زیادی از اوقات فراغت خود را صرف تلاش برای خواستگاری و رسیدن به او می‌کند، که به نظر می‌رسد هیچ‌وقت انجام نمی‌شود

### فصل دوم
هنگامی که این سریال در سال ۱۹۸۷ بازگشت، تنها دو بازیگر سری گذشته یعنی اسکات بایو و ویلی آمز بودند که به ایفای نقش پرداختند، زیرا تهیه‌کنندگان سریال داستان را برای تطبیق با تغییرات بازیگران بازسازی و نوشته بودند.
اپیزود اول فصل دوم نشان داد که چارلز از تعطیلات تابستانی خود به شهر نیوبرانزویک بازمی‌گردد، اما خانواده‌ای ناآشنا را ناگهان می‌بیند که در خانه پمبروک‌ها زندگی می‌کنند. او متوجه می‌شود که پمبروک‌ها نیوجرسی را در حالی که او نبود ترک کردند و به سیاتل نقل مکان کرده‌اند. خانواده جدید پاول موافقت کردند که این خانه را درصورتی از خانواده پمبروک‌ها بگیرند، که شامل حفظ خدمات چارلز به عنوان پرستار کودک و نظافتچی منزل باشد.
طایفه پاول متشکل از مادر آلن و پدربزرگ والتر بود که پدر بیوه شوهر آلن بود و برای ایفای نقش پسرش در خارج از کشور در نیروی دریایی ایلات متحده آمریکا با آنها زندگی می‌کرد. همانند خانواده پمبروک‌ها، پاول‌ها نیز سه فرزند داشتند، دختران آنها جیمی و سارا و برادر کوچکتر آدام نام داشت.
لیلیان، مادر بیوه چارلز که قبلاً در سریال دیده نشده بود، به شخصیت اصلی سریال احیا مبدل شد. الن تراولتا نقش مادر چارلز را بازی کرد. این دومین بار بود که او نقش مادری را برای شخصیتی که بایو به تصویر کشیده بود، بازی کرد. آلن همین کار را چندین سال قبل در سریال Joanie Loves Chachi انجام داده بود (اگرچه او اولین بار در یک قسمت از «قایق عشق» در سال ۱۹۷۸ نقش مادر عموی جیمی بایو را نیز بازی کرد و مورد تحسین منتقدان قرار گرفت.

## قالب
| بازیگر            | شخصیت         | فصل             | فصل             | فصل             | فصل             | فصل             |
| بازیگر            | شخصیت         | ۱               | ۲               | ۳               | ۴               | ۵               |
| ----------------- | ------------- | --------------- | --------------- | --------------- | --------------- | --------------- |
| اسکات بایو        | چارلز         | اصلی            | اصلی            | اصلی            | اصلی            | اصلی            |
| ویلی آمس          | بادی لمبک     | اصلی            | اصلی            | اصلی            | اصلی            | اصلی            |
| جنیفر رانیون      | گوندولین پیرس | اصلی            | مهمان           | Does not appear | Does not appear | Does not appear |
| جیمز ویدوز        | استن پمبروک   | اصلی            | Does not appear | Does not appear | Does not appear | Does not appear |
| جولی کاب          | جیل پمبروک    | اصلی            | Does not appear | Does not appear | Does not appear | Does not appear |
| آپریل لرمن        | لیلا پمبروک   | اصلی            | Does not appear | Does not appear | Does not appear | Does not appear |
| جاناتان وارد      | داگلاس پمبروک | اصلی            | Does not appear | Does not appear | Does not appear | Does not appear |
| مایکل پرلمن       | جیسون پمبروک  | اصلی            | مهمان           | Does not appear | Does not appear | Does not appear |
| جیمز تی کالاهان   | والتر پاول    | Does not appear | اصلی            | اصلی            | اصلی            | اصلی            |
| ساندرا کرنز       | الن پاول      | Does not appear | اصلی            | اصلی            | مهمان           | تکرارکننده      |
| نیکول اگرت        | جیمی پاول     | Does not appear | اصلی            | اصلی            | اصلی            | اصلی            |
| جوزی دیویس        | سارا پاول     | Does not appear | اصلی            | اصلی            | اصلی            | اصلی            |
| الکساندر پولینسکی | آدام پاول     | Does not appear | اصلی            | اصلی            | اصلی            | اصلی            |
| الن تراولتا       | لیلیان        | Does not appear | دوره ای         | اصلی            | اصلی            | اصلی            |

## موسیقی پس زمینه
آهنگ پس زمینه توسط دیوید کورتز، مایکل جیکوبز و آل برتون ساخته شده و توسط شاندی سینام اجرا شده‌است. موسیقی پس زمینه در فصل اول دلپذیرتر بود و برای اجرای سندیکایی دوباره میکس شد.
این آهنگ توسط گروه a cappella The Blanks در کمدی پزشکی، Scrubs اجرا شد و در آلبوم سال ۲۰۰۴ آنها، Riding the Wave، به نمایش درآمد.

## اپیزودها
| فصل | قسمت‌ها | قسمت‌ها | تاریخ اصلی روی آنتن رفتن | تاریخ اصلی روی آنتن رفتن | تاریخ اصلی روی آنتن رفتن |
| فصل | قسمت‌ها | قسمت‌ها | اولین بار                | آخرین بار                | شبکه                     |
| --- | ------ | ------ | ------------------------ | ------------------------ | ------------------------ |
| ۱   | ۲۲     | ۲۲     | ۳ اکتبر ۱۹۸۴             | ۳ آوریل ۱۹۸۵             | سی بی اس                 |
| ۲   | ۲۶     | ۲۶     | ۳ ژانویه ۱۹۸۷            | ۲۷ ژوئن ۱۹۸۷             | سندیکا                   |
| ۳   | ۲۶     | ۲۶     | ۲۶ دسامبر ۱۹۸۷           | ۱۸ ژوئن ۱۹۸۸             | سندیکا                   |
| ۴   | ۲۶     | ۲۶     | ۳۱ دسامبر ۱۹۸۸           | ۱۸ نوامبر ۱۹۸۹           | سندیکا                   |
| ۵   | ۲۶     | ۲۶     | ۳۰ دسامبر ۱۹۸۹           | ۱۰ نوامبر ۱۹۹۰           | سندیکا                   |

## انتشار خانگی

### دی وی دی‌ها
یونیورسال پیکچرز در ۱۴ فوریه ۲۰۰۶ مجموعه سه دیسکی از فصل اول سریال را بر روی دی وی دی در آمریکای شمالی  منتشر کرد. به دلیل عدم استقبال و فروش ضعیف، هیچ فصل دیگری منتشر نشد.
در سپتامبر ۲۰۷سازمان اتحاد هنر آمریکا  اعلام کرد که حقوق سریال را به دست آورده‌است. آنها متعاقباً فصل‌های ۲_۵ را بر روی دی وی دی  منتشر کردند. فصل‌های ۴ و ۵ نسخه‌های تولید بر حسب تقاضا منحصراً از طریق آمازون در دسترس بودند.
| نام دی وی دی           | تعداد قسمت | تاریخ انتشار   |
| ---------------------- | ---------- | -------------- |
| فصل اول کامل           | ۲۲         | ۱۴ فوریه ۲۰۰۶  |
| فصل دوم کامل           | ۲۲         | ۲۰ نوامبر ۲۰۰۷ |
| فصل سوم کامل           | ۲۶         | ۲۰ می ۲۰۰۸     |
| فصل چهارم کامل         | ۲۶         | ۲۴ مارس ۲۰۰۹   |
| فصل پنجم و پایانی کامل | ۲۶         | ۲۸ جولای ۲۰۰۹  |

### هم‌اکنون
تمام پنج فصل سریال برای پخش از طریق آمازون ویدیو در دسترس قرار گرفته‌است.